# Raphaël Dubois
Pour les articles homonymes, voir Dubois.
Raphaël Dubois (1849-1929) est un médecin et physiologiste français, connu notamment pour ses travaux sur la bioluminescence .

## Biographie

### Formation
Raphaël Horace Dubois est né en 1849 au Mans. Il mène des études de pharmacie qu'il termine en 1875 à Paris puis acquiert le titre de docteur en médecine en 1876.Il exercera comme préparateur de physiologie en 1882. Il obtient le grade de Docteur ès sciences en 1886.

### Carrière scientifique
Il reçoit la moitié du prix Barbier (soit 1 000 francs) en 1885 pour sa machine à anesthésier (l'autre moitié du prix va à Édouard Heckel et Frédéric Schlagdenhauffen pour un ensemble de douze mémoires dont des travaux sur le Calophyllum, sur les kolas africains et sur le doundaké).
À partir de 1887, il est titulaire de la chaire de physiologie générale et comparée à l'université de Lyon. Il mena des recherches en physiologie, sur l'anesthésie et sur la bioluminescence (à ce sujet, il a écrit notamment en 1914 La vie et la lumière: biophotogénèse ou production de la lumière par les êtres vivants : action de  radium et des ondes hertziennes sur les animaux et sur les végétaux : photothérapie chez Félix Alcan, coll. «Bibliothèque scientifique internationale»).

### La station biologique de Tamaris
Il est le fondateur de la station maritime de biologie de Tamaris de Tamaris,, de la fondation de l'Institut en 1890, grâce à un don du mécène Michel Pacha, jusqu'à son départ à la retraite en 1919. Après cette date, désormais établi en permanence à La Seyne, il continue d'exercer une influence importante à l'Institut, bien que la direction soit passée à Edmond Couvreur, puis, après le décès de ce dernier en 1927, à Henry Cardot. 
Raphaël Dubois meurt en 1929.